# تشارلز بالمر (لاعب كريكت)
تشارلز بالمر (15 مايو 1919 في المملكة المتحدة - 31 مارس 2005 بإنجلترا في المملكة المتحدة) (بالإنجليزية: Charles Palmer)‏ هو لاعب كريكت بريطاني (وحمل سابقاً جنسية المملكة المتحدة لبريطانيا العظمى وأيرلندا). شارك مع منتخب إنجلترا للكريكت.

## وصلات خارجية
- تشارلز بالمر على موقع إي آس بي آن كريك إنفو (الإنجليزية)